# 1877 Marsden
Az 1877 Marsden (ideiglenes jelöléssel 1971 FC) egy kisbolygó a Naprendszerben. Tom Gehrels fedezte fel 1971. március 24-én.